# Каменноостровский велодром
Каменноостровский велодром — велодром, существовавший в Санкт-Петербурге в конце XIX века и самом начале XX века. Располагался по адресу Каменноостровский проспект, на глубине участка 35, на территории нынешнего театра имени Андрея Миронова и до Карповки. Каменноостровский велодром стал одним из первых велотреков в городе и одним из главных спортивных центров Санкт-Петербурга конца XIX века.

## Открытие
Велотрек был открыт в сентябре 1893 года Санкт-Петербургским обществом велосипедистов-любителей примерно на том же месте, где ныне располагается станция метро Петроградская. Незадолго до этого то же общество обустроило велотрек на Семёновском плацу, ныне на месте Пионерской площади. Само общество велосипедистов-любителей было старейшим велосипедным кружком в России, основанным в 1884 году. В конце XIX века в среде городской богемы шла мода на велосипедный спорт, но им было неудобно заниматься на улицах города и возникла нужда в велодромах.
В начале у общества не было средств на строительство полноценного велодрома, но им удалось приобрести в аренду крупный участок на Каменноостровском проспекте у господина Фельтена. Для строительства циклодрома общество взяло крупный кредит. Чтобы погасить долги, в определённые дни велодром сдавался Санкт-Петербургскому кружку любителей спорта.
Открытие велодрома состоялось 15 августа 1895 года. Он привлёк восторженное внимание у прессы своим благоустройством. Территория велодрома была обнесена решеткой изящной формы, сам велодром был полностью сделан из цемента по шлаку, имея блестящую и ровную поверхность. Длинна дорожки с поднятыми виражами составляла 400 метров, она была построена по чертежам Э.Ф. Шитта.
При велодроме располагалась крупная деревянная трибуна с душевыми, комнатами для раздевания и просторным буфетом, чтобы обеспечить удобства зрителям и участникам соревнований. Здание трибуны было рассчитано на 1000 зрителей и построено по проекту В.А.Рейса в неорусском стиле конца XVI века. В 1896 году была построена вторая трибуна на 2000 мест.
|                                                                    |  |  |
| Трибуна велодрома, старт гонки, легкоатлетические занятия гонщиков |  |  |

## Дальнейшая судьба
Переживший свой расцвет в 1890-е годы, велосипедный спорт ждал упадок в начале XX века. Почти все велосообщества из-за недостатка средств лишились своих велодромов. С.-Петербургское общество велосипедистов-любителей, не сумев рассчитаться с кредитами решило сдавать в аренду велодром, в итоге после 1898 года здесь в основном проводились гонки мотоциклистов, игры в футбол, зимой велодром заливали льдом. С велодромом в итоге связаны важные спортивные даты, например в 1898 году здесь был проведён первый российский хоккейный матч в 1898 году, состоялась первая трековая мотогонка в России в 1899 году. Публику пытались привлечь необычными спортивными состязаниями, например первой гонкой велосипедистов и наездников, состоявшейся в августе 1898 года. В 1899 году здесь были устроены женские велосипедные и автомобильные гонки.
В 1905 году на территории велодрома устраивали футбольные матчи Националы в осеннем чемпионате лиги и университетская команда в 1908 году. Постепенно территорию велодрома поглотили новостройки и он прекратил своё существование к началу Первой мировой войны.